# Линия откоса
Линия откоса — кривая в трёхмерном евклидовом пространстве, касательная к которой образует постоянный угол с какой-либо прямой (направлением откоса).

## Примеры
Все плоские кривые являются линиями откоса. Более содержательный пример — винтовые линии, определяемые как линии на цилиндре или конусе, расположенные под постоянным углом к направляющим.

## Свойства
- У линий откоса отношения кручения к кривизне постоянно везде, где кривизна не равна нулю (теорема Ланкре; следует из формул Френе).
  - Более того, всякая кривая, отношение кручения к кривизне которой постоянно, является линей откоса[1][2].

- Касательная индикатриса[3] касательных к линии откоса — окружность.

- Ортогональные проекции линий откоса на сфере — эпициклоиды, проекции линий откоса на параболоиде вращения на плоскость, перпендикулярную направлению параболоида — эвольвенты круга[4].

- Главные нормали линии откоса параллельны некоторой плоскости. 
  - Верно и обратное: всякая дважды непрерывно дифференцируемая кривая, у которой существует плоскость, которой параллельны все главные нормали, является линей откоса[5].

- Эвольвента линии откоса являются плоской кривой[6].

## История
Впервые систематически изучены австрийским геометром Эмилем Мюллером (нем. Emil Müller; 1861—1928), им же введён термин — нем. Böschungslinien.